# Jean-Baptiste Volumier
Jean-Baptiste Volumier talvolta indicato come Woulmyer (1670 circa – Dresda, 7 ottobre 1728) è stato un violinista e compositore fiammingo, probabilmente originario dei Paesi Bassi spagnoli.

## Biografia
Si formò musicalmente, con molta probabilità, presso la corte francese in giovane età. Nel 1692 ottenne un impiego come violinista nella cappella elettorale della corte di Brandeburgo a Berlino. Presto divenne maestro di concerto e dovette fornire alla corte balletti e musica da ballo. Nel 1708 venne dimesso da tutte le funzioni. 
Nel 1709 divenne primo violino della Cappella reale di Dresda. Qui introdusse lo stile francese e la cappella di Dresda divenne una delle migliori in Europa. Sotto la sua direzione, musicisti come Veracini e Pisendel entrarono a far parte della cappella di corte. Inoltre, nel tempo, fuse lo stile francese con quello italiano aggiungendo elementi di stile tedesco, ottenendo un risultato che successivamente venne definito "stile misto" o "stile tedesco". Ciò spinse Quantz nella sua autobiografia, in Marpurgs: Historically Critical Contributions (Berlino, 1754), a dire che non aveva mai ascoltato un'orchestra migliore della Dresdener diretta da Volumier. 
Potrebbe aver presentato in anteprima le sonate e le partite per violino solo di Johann Sebastian Bach, di cui era amico. In questo contesto, si dice che avesse avviato una competizione organistica tra Bach e Louis Marchand nel 1717. Marchand si dileguò prima della gara, il che rafforzò la posizione dell'organista di corte Christian Petzold. 
Inviato dal re sassone, Volumier si recò a Cremona e vi rimase per diversi mesi, nel 1715, dove supervisionò il completamento di 12 violini nella bottega di Antonio Stradivari. 
Durante un viaggio di diversi mesi a Varsavia al seguito del re, Volumier si ammalò e fu spesso sostituito da Pisendel dopo il suo ritorno. Dal 1730, la vedova di Volumier ricevette una pensione semestrale di 600 fiorini. 

## Opere
Volumier compose numerosi balletti e pezzi per violino, tutti andati distrutti a seguito di un incendio a Dresda nel 1760 durante la guerra dei sette anni. 
Alcune sue opere:
- Der Sieg der Schönheit über die Helden(opera, insieme a Gottfried Finger e Augustin Reinhard Stricker, 1706)
- La musica di balletto per le opere di Antonio Lotti, Ascanio e Teofane rappresentate a Dresda.